# Premier von Montserrat

Wappen von Montserrat

Der Premier von Montserrat ist der Regierungschef des britischen Überseegebiets Montserrat. Gemäß Artikel 11 des Montserrat Constitution Order von 1989 ernannte der Gouverneur von Montserrat als Vertreter der britischen Königin aus den Abgeordneten des gewählten Parlaments einen Politiker als Chief Minister (Chief Minister von Montserrat), der seiner Meinung nach das meiste Vertrauen der Abgeordneten genoss. Dies war zumeist der Parteivorsitzende der Partei, die die Mehrheit im Parlament stellte.
Am 13. Oktober 2010 unterschrieb Queen Elisabeth II. den The Montserrat Constitution Order 2010, die den Beschluss von 1989 ersetzte und am 20. Oktober vom Parlament von Montserrat angenommen wurde. Im neuen Beschluss trägt der Regierungschef den Titel „Premier“.  Erster Premier wurde Reuben Meade, der zum Zeitpunkt des Inkrafttretens als „Chief Minister“ amtierte und ab 2011 den neuen Titel trug.

## Liste der Premiers von Montserrat
| Name                  | Amtszeit           | Amtszeit           | Partei                             | Partei |
| Name                  | von                | bis                | Partei                             | Partei |
| --------------------- | ------------------ | ------------------ | ---------------------------------- | ------ |
| Reuben Meade          | 20. Oktober 2010   | 12. September 2014 | National Progressive Party         |        |
| Donaldson Romeo       | 12. September 2014 | 19. November 2019  | Montserrat Democratic Party        |        |
| Easton Taylor-Farrell | 19. November 2019  | 25. Oktober 2024   | Movement for Change and Prosperity |        |
| Reuben Meade          | 25. Oktober 2024   | amtierend          | United Alliance (Montserrat)       |        |